# 李厚基

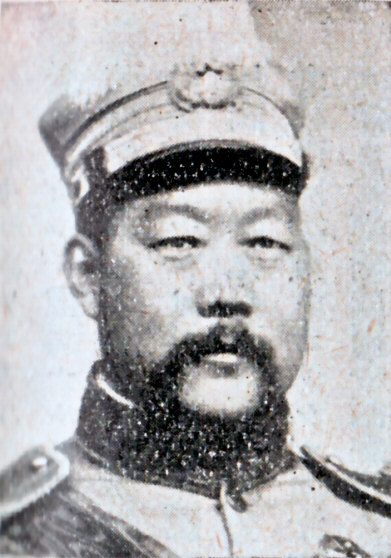
李厚基

李厚基（1869年—1942年9月） ，字培之，祖籍江苏省徐州府铜山县大王楼村（今属丰县梁寨镇）。清朝及中华民国军事将领、政治人物。北洋政府时期全威将军、建武将军，是李鸿章直隶总督署卫队管带、北洋陆军第四镇第七协协统、中華民國成立後為陸軍第四师第七旅旅长、福建镇守使和护军使、福建督军兼巡抚，為1913年至1922年福建省的軍政領袖，軍閥派系偏向皖系，在1920年代一系列政軍鬥爭中失勢。

## 生平
李厚基自幼随父生活在军营。1889年（光緒15年）任李鸿章的卫队队官。1890年（光緒16年）入天津北洋武备学堂，同年毕业。1891年（光绪17年）任李鸿章的直隶总督署卫队营管带，再度成为李鸿章的手下。1896年3月，在管带任内，作为钦差头等出使大臣李鸿章的随员，参加了俄国沙皇尼古拉二世的加冕典礼，其后随李鸿章周游德国、荷兰、比利时、法国、英国、美国。1904年，为北洋常备军第二镇第三协第五标第二营管带。
1909年（宣統元年），升任陸軍第四鎮第7協第14標標統，跟随陆军第四鎮統制吳鳳嶺，赴小站练兵。1911年（宣統3年）武昌起義爆发后，升任陸軍第四鎮第7協協統。
中華民国成立後，随着軍隊改組，李厚基任陸軍第四師第七旅旅長，驻马厂。1913年（民国2年）7月二次革命期间，率部赴上海，在吴淞地区作战。二次革命被鎮圧後，兼任吳淞要塞司令。
1913年11月，北洋政府將二次革命中短暫宣布獨立的福建都督孫道仁撤職，改派李厚基率陸軍第四師第七旅（轄第5團、第41團）出兵福建省，鎮壓獨立，12月被任命为福建鎮守使。另外，同一时期福建都督一职被废止，福建鎮守使李厚基承担了都督的職责。1914年（民国3年）7月，改任福建護軍使，事实上和各省将軍同等地位。1915年（民国4年）12月、袁世凱称帝之際，李厚基获封一等子爵，同時其第七旅旅長一職由王賓接替。
1916年（民國5年）3月，被任命为福建将軍；4月，兼任福建巡按使；5月，组建福建陆军第一旅。6月6日，袁世凯病死，黎元洪繼任總統，7月6日，委任李厚基為福建督軍。
1917年（民國6年）5月29日，倪嗣沖反對總統黎元洪免除段祺瑞總理職務，宣布安徽獨立，李厚基也于6月1日宣布福建獨立，國會被解散後，便取銷獨立。7月1日，張勳擁溥儀復辟，任命李厚基為福建巡撫，李厚基卻支持段祺瑞鎮壓張勳。
護法戰爭爆發，10月23日，廣東潮梅鎮守使莫擎宇叛離廣東，投歸北京，李厚基立即派臧致平率兵入粵支援莫擎宇。12月中旬，閩軍被打敗，退回閩粵邊界固守。1918年（民國7年）4月，浙江督軍楊善德派兵援助福建，段祺瑞遂于6月22日任命李厚基為閩浙援粤軍總司令，浙江陸軍第一師師長童葆暄為副總司令，與福建陸軍第二師師長臧致平合兵進攻广東护法軍政府，但敗給了陳炯明與許崇智聯軍。雖然該役戰敗，但因為護法軍政府與北京政府達成停戰協議，李厚基得以继续统治福建省，並趁陳炯明部隊返回廣東省的機會擴大控制區，其控制軍隊也趁此擴張到4個旅。但地方軍隊體系的臧致平與外省籍軍隊李厚基之間一直存在利益衝突。同時李厚基的政治靠山基礎是段祺瑞，在直皖戰爭後皖系已經失勢，直系也企圖拔除原有的非直系軍事首長。
由於無法化解利益衝突，民國十一年（1922年）6月，李厚基先是解除臧致平師長職務，並接收其汀漳鎮守使的頭銜。同年9月，許崇智攻入福建擊敗李厚基部隊，福建督軍一職被同為皖系的建國軍政制置府王永泉取得。10月，北京政府派遣薩鎮冰赴福建善後；10月15日，免去李厚基的福建省长职务，任命萨镇冰为福建省長。11月7日，臧致平在廈門發動反李厚基的政變，将李厚基的势力驱逐出厦门，自封閩軍總司令；11月10日，李厚基在与王永泉、许崇智的交战中溃败，逃至马尾，被海军扣留，后乘船离开福建。
1924年（民国13年）11月，北京政府任命其为山西援軍副司令，但失去核心軍事力量的李厚基随即引退。此后，李厚基迁居天津日租界，经营木材生意。
1942年（民国31年）9月，李厚基逝世。享年74岁。

## 轶闻
张勋复辟失败后未几出版的《复辟之黑幕》有不点名指李厚基在复辟失败前后的滑头表现，先是因被授为“福建巡抚”而穿朝服、挂龙旗，后来一听广东反对复辟，“某恐其出师北伐，闽垣首当其冲”（按：闽即福建简称，而“闽垣”指福州），于是“决定严守中立态度”，左右旗杆悬挂清朝龙旗和中华民国五色旗，布告公文也“中华民国某省督军与钦命某省巡抚双衔并列”，结果被作者讽刺为“滑稽中立”，更指“此真旷世未有之奇谈也”。

## 家庭
家族世代军人，其同族世祖是清代雍乾年间的重臣李卫。父李忠纯。
李厚基与甘肃督军陆洪涛是儿女亲家，陆洪涛之女嫁给李厚基之子李传勋为妻。

## 相關条目
- 李厚基舊居